# Xiao Caiyu
Xiao Caiyu, w lit. jako Hsiao Tsai-Yu (ur. 25 lipca 1903 w Chiaonan, zm. 27 czerwca 1978 w Tiencinie) – chiński entomolog, specjalizujący się w hemipterologii.

## Życiorys
Urodził się w 1903 roku we wsi Chiaonan w chińskiej prowincji Szantung. W latach 1906–1913 uczęszczał do miejscowej szkoły podstawowej. Dzięki wsparciu finansowemu jednego z nauczycieli udał się do szkoły wyższej w Jinanie (ob. Shandong Shifang Daxue). Ukończył w 1925 roku. Następnie udał się na Beijing Shifang Daxue, gdzie mógł jednocześnie nauczać i kontynuować studia zaocznie. Uczelnię tę ukończył w 1931 roku ze stopniem bakałarza języka angielskiego. Potem przekierowany został na Wydział Biologii, gdzie czteroletni kurs ukończył w półtora roku. Następnie wrócił do Jinanu, gdzie nauczał w szkole średniej, a w 1935 roku został jej dyrektorem.
W 1936 roku wyjechał do Stanów. W latach 1936–1938 studiował na Oregon State College (ob. Oregon State University), gdzie pod kierunkiem entomologa Dona Carlosa Motego otrzymał tytuł magistra. W latach 1938–1941 studiował na Iowa State College (ob. Iowa State University), doktoryzując się pod kierunkiem hemipterologa Harry’ego Hazeltona Knighta. Nauczał potem na Oregon State College. W 1943 roku zatrudniony został jako entomolog w Biurze Medycyny i Chirurgii Departamentu Marynarki w Waszyngtonie. 
W 1946 roku wrócił do Chin i został zatrudniony na Wydziale Biologii Uniwersytetu Nankińskiego. Pracował tam aż do śmierci. Zmarł w 1978 roku na udar mózgu.

## Praca naukowa
Xiao jest autorem kilkudziesięciu publikacji naukowych. Dotyczą one głównie systematyki lądowych pluskwiaków różnoskrzydłych, w tym takich rodzin jak tasznikowate, wtykowate, zajadkowate, płaszczyńcowate, zażartkowate, korowcowate, tarczówkowate czy smukleńcowate. Opisał kilka nowych dla nauki rodzajów oraz ponad 400 nowych gatunków. Oprócz systematyki interesował się też entomologią medyczną i stosowaną, w tym biologicznymi metodami kontroli populacji gatunków szkodliwych.
Był członkiem Washington Entomological Society, zasiadał w radzie Entomological Society of China, a także był kierownikiem Muzeum Historii Naturalnej w Tiencinie.